# ショーン・ハニティー
ショーン・パトリック・ハニティー (Sean Patrick Hannity、1961年12月30日-) は、アメリカのトークショー司会者、作家、保守系 政治評論家。全国ネットのラジオトーク番組「ショーン・ハニティー・ショー」の司会、およびケーブルテレビFOXニュースのニュース番組「ハニティー」の司会を現在務めている。
その政治思想から、物議を醸す人物としても知られている。アメリカ大統領バラク・オバマの国籍陰謀論を擁護した他、2016年アメリカ合衆国大統領選挙での不正投票に関する偏向報道など、数々の陰謀論を展開したとして批判を受けた。また、共和党ドナルド・トランプ大統領候補を過度に支援する姿勢に対し、保守派や専門家からも非難された。
主な受賞に、マルコーニ・ラジオ賞 (全米放送事業者協会)、言論の自由賞 (ラジオ業界誌『トーカーズ・マガジン』) がある。出版した書籍3冊は全てニューヨーク・タイムズ紙のベストセラー作品である。

## 生い立ち
ニューヨーク州ニューヨークで母リリアン (旧姓フリン) と父ヒュー・ハニティーの間に生まれ、2人の姉妹がいる。祖父母は全員アイルランド移民である。ニューヨーク州フランクリン・スクウェアで育ち、中学はニューヨーク州ヘムステッドの聖心神学校、高校はニューヨーク州ユニオンデールの聖ピウス・エックス・プレパラトリー神学校に進学した。ニューヨーク大学およびアデルファイ大学中退。ロードアイランド州ウォリックのニューイングランド工科大学に進学した。
幼少期から夜の保守系ラジオ番組を好んで聴取していた。

## 経歴
ハニティーは時事問題や政治家を題材にし、独自の視点で見解を述べる保守系の政治トークショーをテレビおよびラジオを通じて提供している。

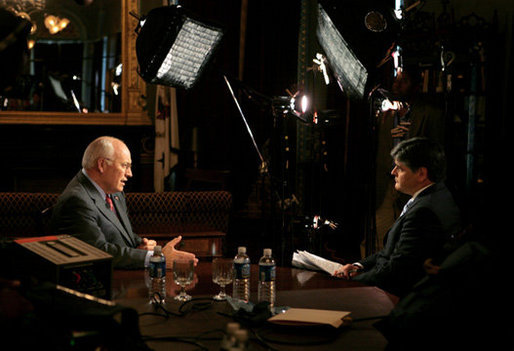
副大統領ディック・チェイニーとのラジオ/テレビ対談

| 年          | 放送局      | 番組名                                     | 備考                                       |
| ----------- | ----------- | ------------------------------------------ | ------------------------------------------ |
| ラジオ      |             |                                            |                                            |
| 1989        | KCSB        |                                            | カリフォルニア大学サンタバーバラ校内ラジオ |
| 1990 - 1992 | WVNN        | The Sean Hannity Show                      | アラバマ州アセンズ                         |
| 1992 - 1996 | WGST        | The Sean Hannity Show                      | ジョージア州アトランタ                     |
| 1996 - 2013 | WABC        | The Sean Hannity Show                      | 全国ネット                                 |
| 2014 - 現在 | WOR         | The Sean Hannity Show                      | 全国ネット                                 |
| テレビ      |             |                                            |                                            |
| 1996 - 2008 | FOXニュース | Hannity & Colmes                           | コルムズ降板で終了                         |
| 2007 - 2009 | FOXニュース | Hannity's America                          | 日曜夜                                     |
| 2008 - 現在 | FOXニュース | Hannity                                    | Hannity & Colmesの後続番組                 |
| 映画        |             |                                            |                                            |
| 2005        |             | マイケル・ムーア in アホでマヌケな大統領選 | ドキュメンタリー、原題: This Divided State |

### ラジオ
パーソナリティーを務めるトーク番組「ショーン・ハニティー・ショー」は1990年から地方局で放送開始し、2001年9月10日からは全国網で放送され、5年後の2006年にはアメリカ全土500以上のラジオ局で聴取できるまでに拡大した。

#### キャリア初期
ハニティーのラジオ番組デビューは1989年、カリフォルニア大学サンタバーバラ校の大学ラジオ局KCSBに遡る。当時はゼネコン職員としてカリフォルニアで勤務する傍ら、ボランティアベースでKCBSのラジオ・パーソナリティーを務めた。当時を振り返り「司会業は得意ではなかった。酷い出来だった」と語っている 。ジーン・アントニオのエイズに関する警鐘本 を番組で二度にわたって取り上げ、レズビアンのリスナーからの電話に対し「あなたのお子さんが可哀そうだ」 と番組内で発言した。これを受け、KCSBは開始から数週間での番組打ち切りを決定した。その後、アメリカ自由人権協会サンタバーバラ支部からの抗議などを受け、後にKCSBはハニティー解雇を撤回するが、ハニティーは復帰を拒否した。

#### ローカル局時代
KCSBを去った後、ハニティーはラジオ業界誌「ラジオ＆レコーズ」に求人広告を出し、自らを「アメリカで最も物議を醸した大学ラジオ局司会者」と宣伝した。広告掲載の直後、アラバマ州アセンズ（同州ハンツビル経済圏の都市）のラジオ局WVNNが、ハニティーを午後のトーク番組司会として起用。1992年にはハンツビルからジョージア州アトランタのラジオ局WGSTに移籍し、ニール・ボーツが担当していた放送枠を引き継いだ。

#### 全国ネット時代
1996年、ハニティーはWGSTを退職しニューヨークに渡った。ニューヨークのラジオ局WABCはクリスマスシーズン、夕方の帰宅時間帯の放送枠にハニティーを司会として代理起用した。翌年1997年1月、WABCはハニティーと専属契約し、深夜枠を担当させた。1998年1月からは、夕方の帰宅時間帯の放送枠に再び異動し、2013年末までの間、WABCの午後放送枠を担当し続けた。同番組は2006年から米軍放送網 (AFN) のラジオでも聴取できる。
2004年、ハニティーはWABCを傘下に収めるABCラジオ (現Cumulus Media Networks) と5年で2500万ドルの延長契約を締結。2007年6月、シタデル・コミュニケーションズ (現Cumulus Media Networks) のABCラジオ買収に伴い、シタデルは2008年7月、ハニティーと5年で1億ドルの契約を新たに締結した。2011年9月時点で、同番組の週間視聴者数は1400万人強に上り、全米第2位にランクインした。
2006年9月、グループ傘下に80以上のラジオ局を抱える全米1位のラジオ放送網事業者クリアー・チャネル・コミュニケーションズ (現アイハート・コミュニケーションズ) と3年契約を結んだ。この契約にはヒューストンのKTRH、フェニックスのKFYI、ピッツバーグのWPGB、コネチカットのWKRC、グランド・ラピッズのWOOD、タンパのWFLA、サンアントニオのWOAI、ナッシュビルのWLAC、メンフィスのWRECといった主要ラジオ局が含まれる。
2013年9月、アイハート傘下のラジオ局プレミア・ネットワークスと長期契約を更新した。
2014年1月からはアイハート傘下のニューヨーク・ラジオ局WORで、午後3時から6時の放送枠で番組司会を担当している。
2014年初頭、サレム・コミュニケーションズ (現サレム・メディア・グループ) 傘下のラジオ各局と契約締結した。この契約にはデトロイトのWDTK、シカゴのWIND、ワシントンDCのWWRC、ダラスのKSKYが含まれる。

#### 番組主題歌
ショーン・ハニティー・ショーのオープニング主題歌には、カントリーミュージック歌手マルティナ・マクブライドの楽曲「インディペンデンス・デイ」、およびロックバンドのサバイバーの楽曲「アイ・オブ・ザ・タイガー」 (映画ロッキー3の主題歌) が使用された。なお、インディペンデンス・デイの作詞家グレッチェン・ピーターズは、政治観ではなく家庭内暴力を扱った歌詞であるとインタビューで語っている。歌手マクブライドは、ハニティーの番組内で自身の楽曲が使用されていることに否定的でありながらも使用停止できないため、番組から支払われる楽曲使用料を寄付に充てている。2014年5月現在、番組オープニング主題歌はカントリーミュージックのフロリダ・ジョージア・ラインの「''This is how we roll''」に変更されている。

### テレビ
番組詳細はen:Hannity & Colmes、en:Hannity's America、およびen:Hannityを参照

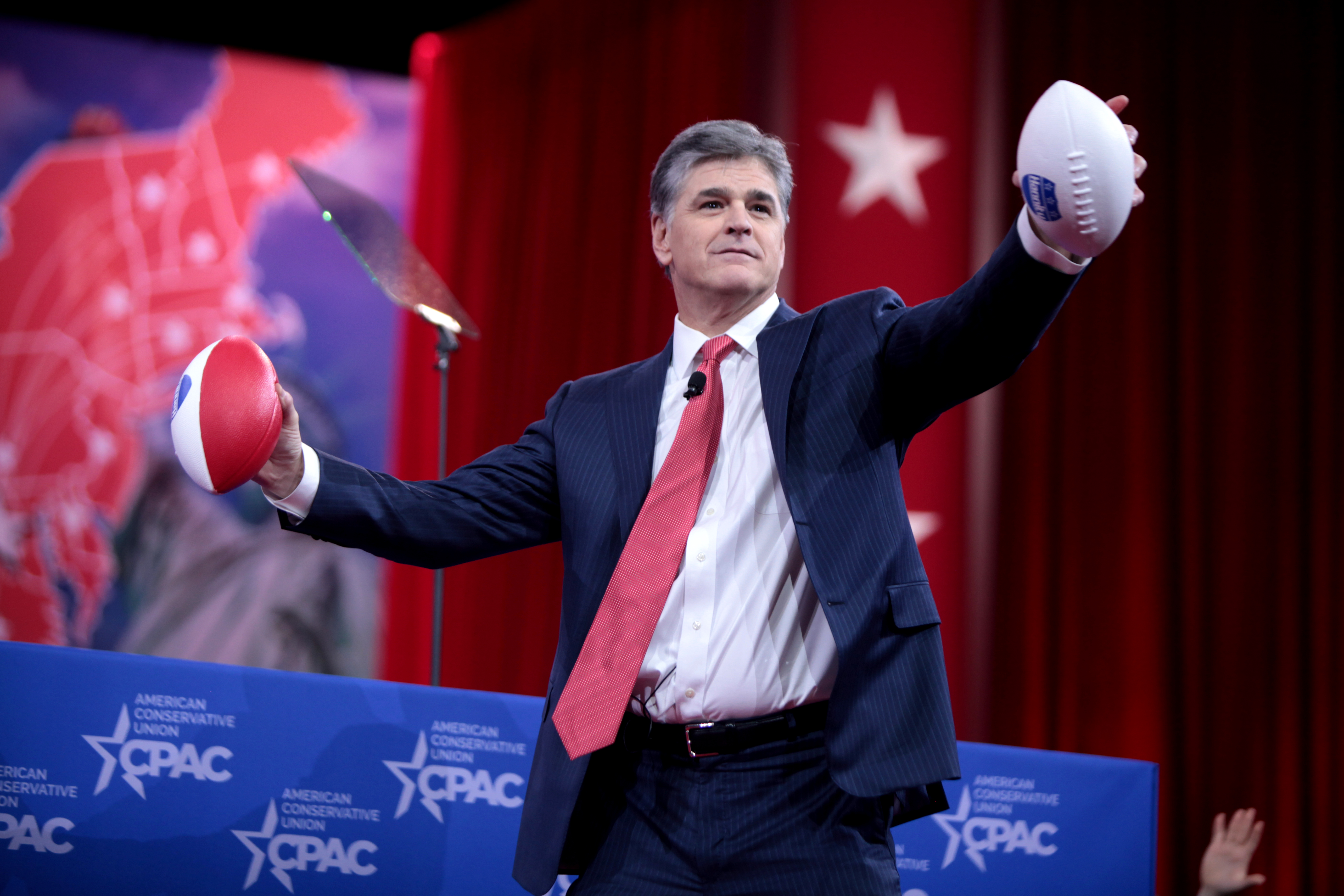
保守政治活動協議会 (CPAC) でスピーチするハニティー (2015年2月)

1996年9月、FOXニュースの共同創業者ロジャー・エイルズは、当時知名度の低かったハニティーに目を付け、仮題Hannity and LTBD (“liberal to be determined”の略) で番組に起用することを決定。その後、アラン・コルムズを共同司会者として迎え、Hannity＆Colmesの番組名でスタートした。当番組ではハニティーが保守派、コルムズがリベラル派の立場を採った。
ゲスト出演者と度々火花を散らせることがあった。カトリック系団体ヒューマンライフ・インターナショナル代表のトーマス・J・ユーテニュア神父は番組上で、ハニティーが避妊問題に対するカトリック教会の方針に異説を唱えていると糾弾した。これを受けハニティーは、カトリック教会から破門されることがあれば、ジェリー・ファルエル牧師率いるトーマス・ロード・バプティスト教会に乗り換えると反発した。
2007年1月、FOXニュースの日曜夜新番組「ハニティーのアメリカ」を放送開始した。
2008年1月、ハニティー＆コルムズからコルムズが司会降板することが発表される。2009年1月9日のハニティー＆コルムズ最終回放送後、「ハニティー」の番組名で同放送枠を引き継ぐことを発表した。「ハニティー」は日曜夜番組「ハニティーのアメリカ」の番組フォーマットを踏襲している。

### 出版
これまでに3冊の書籍を執筆し、全てニューヨーク・タイムズ紙のノンフィクション部門ベストセラー入りしている。
- Hannity, Sean (2002). Let Freedom Ring: Winning the War of Liberty over Liberalism, ReganBooks, ISBN 0-06-051455-8.
- Hannity, Sean (2004). Deliver Us from Evil: Defeating Terrorism, Despotism, and Liberalism, ReganBooks, ISBN 0-06-058251-0.
- Hannity, Sean (2010). Conservative Victory: Defeating Obama’s Radical Agenda, Harper Paperbacks, ISBN 0-06-200305-4.

1冊目は計17週、2冊目は6週連続でベストセラーにランクインした。
ラジオ番組収録場所への車移動中に、テープレコーダーに音声を吹き込んで執筆原稿を口述筆記したとハニティーは語っている。

### チャリティー企画
2003年以来、ハニティーはチャリティー募金を目的としたカントリーミュージックの「フリーダム・コンサート」を開催している。2006年のコンサートでは500万ドル以上を集めた。

## 政治評論スタイルと批判
保守派のカル・トーマスとリベラル派のボブ・ベッケルは著書Common Ground の中でハニティーを「ジェームズ・Q・ウィルソンを継承し、政治を二極化させる放送業界の主導的存在だ」と述べた。トーマスとベッケルは、ハニティーが思想の異なるグループ間の対立と差別化を扇動するような人物や文化、イデオロギーを強力に擁護していると評した。

### バラク・オバマの国籍陰謀論
バラク・オバマ大統領はアメリカ生まれだと信じつつも、国籍陰謀論をたびたび取り上げ、出生記録の公表を求めた。またドナルド・トランプを始めとした国籍陰謀論者を擁護する立場を採った。ハワイ州による公式出生記録をオバマが2008年に提示した後も、ハニティーは出生記録を公表すべきだと主張し、「本当に出生記録が存在するのであれば、ホワイトハウスは公表すればよいだけで、世論も納得するだろう」と発言した。2016年10月、ハニティーは再び国籍陰謀論を蒸し返し、ケニアへの片道航空券をオバマ大統領のために購入する用意があると述べた。

### 2016年大統領選挙戦

#### ドナルド・トランプ候補
保守派、とりわけ共和党テッド・クルーズ候補の支持者からハニティーは批判を浴びた。それは、2016年の予備選挙期間中、ドナルド・トランプ候補に過度に肩入れし、他の候補者よりトランプ候補を番組で取り上げているという指摘だった。CNNの報道 によると、ハニティーはインタビューを通じ、トランプと同意見、またはトランプは正しいと頻繁に述べ、より詳細を聞き出そうとした他、批判の声を無視したりトランプを擁護したとされている。
2016年のラジオ・インタビューでは、クルーズとハニティーの緊張対立が極度に高まった。同インタビューでクルーズはハニティーを「トランプの強硬な支持者」と呼び、一方のハニティーはクルーズを「こちらの真っ当な質問に対し、レッテル貼りばかりしている」と応酬した。
2016年8月、政治記者ジム・ルーテンバーグは「メディア界でトランプの強力な支持者はハニティー以外にも存在する」「ハニティーはトランプのアドバイザー役としても機能している」と評し、数か月にわたってハニティーがトランプに選挙戦略やメディア対策の助言を行ったとの関係者証言を報じた。ルーテンバーグの主張に対しハニティーは「ドナルド・トランプ次期大統領を熱望する事実を隠したりはしない。また私は自分をジャーナリストだと称したことも一度もない」と反論した。ハニティーと対立したトランプ不支持の保守派には、時事雑誌ナショナル・レビューのジョナ・ゴールドバーグ、ウォール・ストリート・ジャーナル国際問題担当のブレット・ステファンズ、ナショナル・レビューのリッチ・ローリー などが挙げられる。

#### ヒラリー・クリントンを巡る陰謀論
2016年大統領選の期間中、ハニティーはたびたびヒラリー・クリントンおよび民主党の陰謀論を展開した。それはクリントンが深刻な健康状態であり、メディアが意図的に隠しているとする内容であった。またクリントンの写真を使って、健康状態を偽っているとの印象操作を行った。反主流派ニュースサイト、ザ・ゲートウェイパンディット上の写真を使い、クリントンの護衛官が発作用のジアゼパム注射を携帯しているとの誤報を流した。後にこれは小型の懐中電灯だと判明した。さらにクリントンを診断したことがない医療関係者を番組に招聘し、根拠の薄弱なままクリントンの健康状態を煽るトークを行った。またクリントンが選挙集会で酔っぱらい、選挙スタッフが酔い覚ましをしなければならなかったと陰謀論を展開した。
2016年10月、長年にわたってウィキリークス上で囁かれてきたヒラリー・クリントンに関する陰謀論は「全て正しい」とハニティーは発言した。

#### セス・リッチ殺害事件にまつわる陰謀論
2017年5月ハニティーは、ヒラリー・クリントンと民主党陣営が民主党全国委員会の職員セス・リッチを殺害したとする陰謀論を強固に展開した 。その直後、右派・左派両サイドから批判を受け、クラウンプラザホテル、自動車販売情報サイトCars.com、ベッドマットレス通販リーザ・スリープ、金融保険業USAA、室内バイク・エクササイズ機ペロトン、ベッドマットレス通販キャスパー・スリープなどがFOXニュースへの広告出稿を取りやめる事態となった。ただしUSAAは広告撤退への抗議の声を受け、再び広告を出稿することになった。保守系雑誌ナショナル・レビューは、一連の騒動を地球平面説を唱える動画に例え、ハニティーを始めとする陰謀論者が扇動する様子を「恥さらし」と揶揄し、扇動を止めるよう呼びかけた。

#### 不正選挙に関する誤報
2016年大統領選における不正操作に関し、インタビューを通じて偽りの情報を流したとして批判を浴びた。これに対しハニティーは、2012年大統領選での共和党ミット・ロムニー候補の敗戦を取り上げ、フィラデルフィアの選挙区1687箇所中59箇所で、ロムニーの得票数がゼロだった点を指摘した。しかしFactcheck.orgとPolitiFactはゼロ投票だった地域ではアフリカ系アメリカ人比率が高いため、ロムニーの得票数がゼロの可能性はありうるとの見解を提示した。またフィラデルフィア選挙監視委員のライアン・ゴッドフリーもハニティーの主張を棄却している。

#### ロシア介入疑惑
2016年大統領選挙中、民主党全国委員会のメールをロシアがハッキングしたとされる事件について、アメリカ合衆国インテリジェンス・コミュニティーは調査結果を公表した。しかしハニティーはこれに対し、懐疑的な意見を述べている。

### ウィキリークス関連
ウィキリークスに対するハニティーのスタンスは流動的である。ヒラリー・クリントン陣営および民主党のメール問題をウィキリークスが暴露する以前は、ハニティーはウィキリークスに反対の立場を採っていた。2010年、ウィキリークス共同創業者ジュリアン・アサンジが「アメリカに戦争を仕掛けている」「世界各地でウィキリークスがアメリカ市民の生命を脅かしている」とハニティーは主張した。また、アサンジの逮捕に失敗したとしてオバマ政権を批判した。2016年、アメリカ政府がいかに腐敗し、不誠実でインチキなのかを暴いたとし、ハニティーはアサンジを称えている。2016年9月に行われたアサンジへのインタビューでは「いつの日か亡命が認められることを心より祈念しています」と述べている。2017年5月、FOXニュースで自身が司会を務めるテレビ番組へのアサンジのゲスト出演を要請した。
2017年2月、ザ・ゲートウェイパンディットの記事を引用したウィキリークスのツイッターをリツイートする形で、共和党の重鎮議員でベトナム戦争に従軍経験のあるジョン・マケインを「世界的な戦犯」と批判した。マケインの広報担当者はこれに対し訂正を要請し、後日ハニティーは該当ツイートを削除した。

### 影の政府論
ハニティーは、いわゆる「国家の内部における国家」論 (Deep State) を展開している。ハニティー自身はこれを「影の政府」または「オバマ政権の残党と古参議員の溜まり場」と呼び、トランプ政権を妨害する政府関係者の組織として捉えている。しかしその妥当性を巡って、議論は続いている。2017年3月、ハニティーはオバマ政権時代の官僚や政府高官の追放を訴えた。保守系コラムニストのブレット・ステファンズはウォール・ストリート・ジャーナルの論説コラムに寄稿し、ハニティーの陰の政府論は政治パラノイドの一種だと反駁を加えた。同月、ハニティーはNBCニュースが影の政府の一味だと指摘した。2017年5月にもハニティーは、影の政府と諜報機関が結託し、トランプ政権崩壊を企んでると主張した。

## 名誉・受賞履歴
- フォーブス誌の選ぶ「セレブリティー100人」で、2013年に第72位[78]、2015年には第89位[79] にランクインした。
- 全米放送事業者協会のマルコーニ・ラジオ賞全国版パーソナリティ部門で2003年（英語版）と2007年（英語版）に受賞。
- ラジオ業界誌トーカーズ・マガジンが選ぶ「全米ラジオトークショー司会者トップ100」で、2009年に第2位にランクインした[80]。また2003年、同誌より言論の自由賞を受賞[81]。
- 2005年、リバティ大学学長フェリー・フェアウェルから名誉学位を授与[82]。
- ラジオ＆レコーズ誌の全米最優秀トークショー司会者を3年連続受賞[1]。
- メディア・リサーチ・センターの選ぶウィリアム・F・バックリー賞最優秀報道部門を2017年受賞。しかし、ニューヨーク・タイムズ紙のブレット・ステファンズを筆頭に、受賞の人選を冷笑する声が上がっている[83]。最終的にハニティーは、スケジュール上の理由で授賞式を欠席せざるを得ないため、受賞を辞退する旨を発表した。しかし、ウィリアム・バックリー・ジュニアの息子クリストファー・バックリーがハニティー受賞に難色を示し、メディア・リサーチ・センターの創設者でウィリアム・F・バックリーの甥にあたるブレント・ボーゼル3世（英語版）にその意向を伝えたことから、受賞辞退ではなく取消ではないかと噂されている[84]。

## 私生活
1993年、ジル・ローズと結婚し、2人の子供がいる。ニューヨーク州ロングアイランド在住。
2015年の推定年収は2900万ドルとされる。
2014年10月6日、FOXニュース番組上でピアーズ・モーガンにインタビューした際、ハニティーは成人以降の半分以上の年月、銃を携帯していると述べた。